# Bessemer-Verfahren

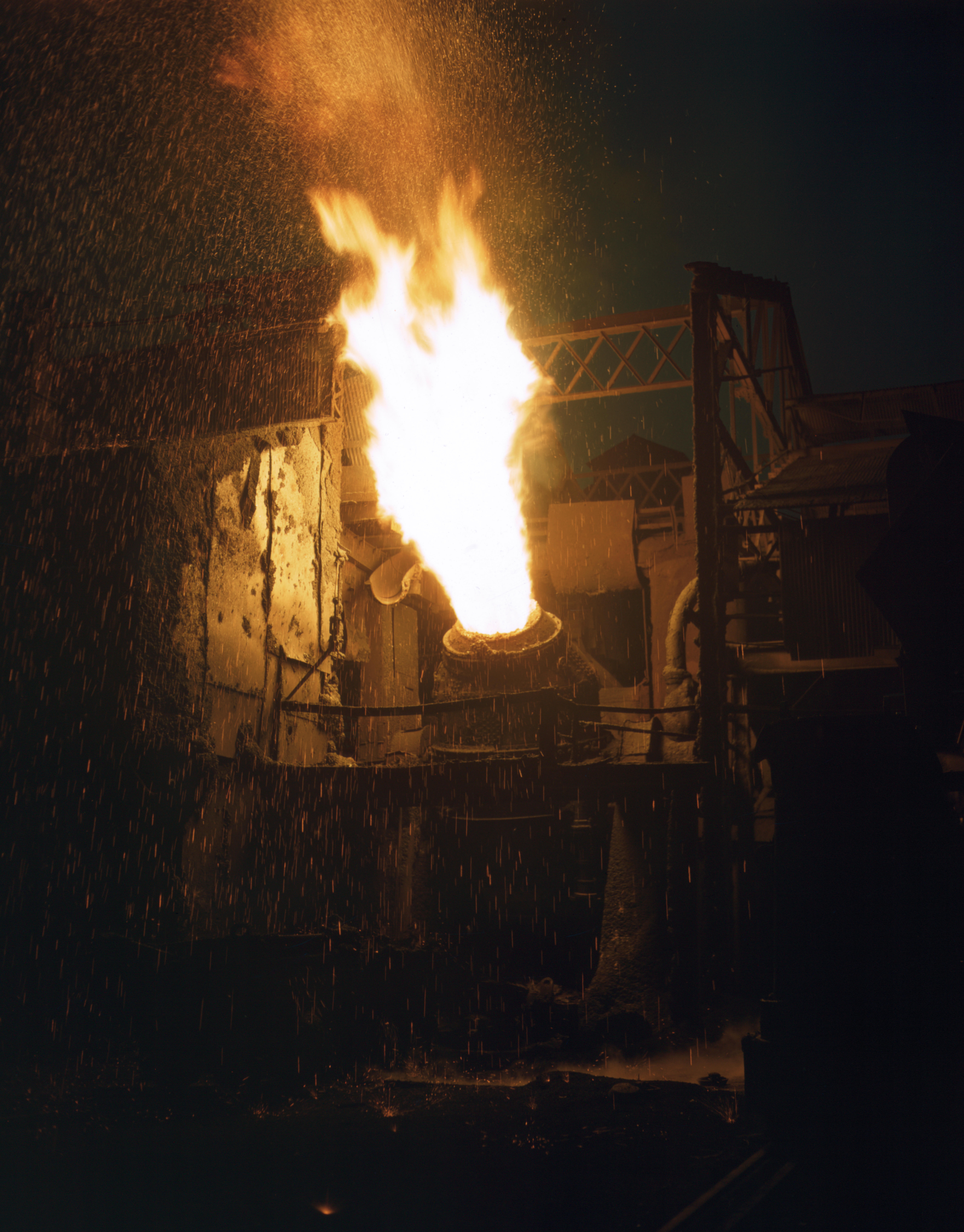
Blasende Bessemerbirne (1941)

Das Bessemer-Verfahren ist ein heute nicht mehr angewendetes Verfahren zur Stahlerzeugung. Es ist nach seinem Entwickler Henry Bessemer benannt, der es in England entwickelte und im Jahre 1856 patentierte.
In der sogenannten Bessemerbirne, einem zylinderförmigen feuerfesten Gefäß, wird Luft durch das im Hochofen geschmolzene und sehr kohlenstoffreiche Roheisen geblasen. Der Kohlenstoff und andere Elemente verbrennen zu Kohlenstoffmonoxid, Kohlenstoffdioxid und anderen Oxiden. Dadurch steigt die Temperatur der Schmelze weit über die Schmelztemperatur des Roheisens von 1.150 °C mindestens auf die des Stahls, die bis zu etwa 1.550 °C betragen kann. Wenn der Kohlenstoffgehalt im Eisen unter einen bestimmten Wert gesunken ist, ist aus dem Roheisen Stahl entstanden. Wann die Zusammensetzung der gewünschten entspricht, erkennt der Fachmann an der Flammenfärbung am Austritt der Bessemerbirne.
Die Bessemerbirne ist ein sogenannter bodenblasender Konverter. Damit die Bessemermethode im sauren Prozess funktioniert, muss das Roheisen phosphor- und schwefelarm sein. Roheisen mit dieser Verunreinigung wurde in der Thomasbirne zu Stahl verarbeitet.

## Beschreibung der Bessemerbirne

Prinzip des Bessemer-Prozesses

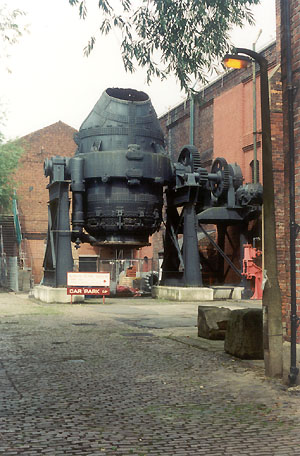
Bessemerbirne (Sheffield)

Bei dem Bessemerprozess benutzt man einen Ofen mit beweglicher Birne (Konverter, Retorte). Diese Bessemerbirne, mit Hals, besteht aus Eisenblech und ist mit feuerfesten Ziegeln ausgekleidet. Diese Ziegel werden für den sauren Prozess aus Quarzit, Tonstein und geringen Mengen feuerfesten Tons hergestellt und gebrannt. Für den basischen Prozess bereitet man Steine aus gebranntem und gemahlenem Dolomit mit entwässertem Teer, indem man die Masse in hydraulischen Pressen einem starken Druck aussetzt. Bisweilen werden die Steine auch in eisernen Formen gestampft und dann geglüht.
Das Bodenstück ist entweder an dem Hauptkörper fest angenietet, oder kann davon abgenommen werden, um voll feuerfesten Materials gestampft zu werden, in dem man konische Öffnungen zur Aufnahme von sieben Tonformen lässt, deren jede wieder 7–13 zylindrische Kanäle (Düsen) von 9–12 mm Durchmesser zur Windzuführung hat. Mittels eines hydraulischen Kolbens wird ein auf Rollen laufender Windkasten unter dem Boden der Birne angedrückt. Die Birne ist in Zapfen aufgehängt, die auf einem Gestell ruhen. Die Gebläseluft strömt aus der Windleitungsröhre in einen Raum zwischen dem Zapfen und der auf dem Ständer ruhenden Hülse und begibt sich durch ein Rohr in den Windkasten, aus dem der Wind durch die Düsen in die Birne gelangt.
Die Regulierung des Windes erfolgt durch einen Arbeiter mittels eines Ventils an der Windleitungsröhre, oder der Windzutritt reguliert sich beim Kippen des Apparats von selbst mittels eines exzentrischen Ringes auf dem Zapfen, der beim Drehen einen Hebelarm hebt und senkt und damit auch ein über der Röhrenmündung befindliches, durch ein Gewicht niedergehaltenes Ventil. Die Bewegung der Birne geschieht durch eine Kippvorrichtung mittels eines Zahnrades, in das eine von dem Kolben einer hydraulischen Presse bewegte Zahnstange eingreift.
Bei großen Birnen wendet man zu diesem Betrieb auch Dampfkraft an und bei kleinen Birnen kommen Handkurbeln zum Einsatz. Kleinere Birnen fassen bis 1000, größere bis zu 8.000 kg; eine solche zum Beispiel von 5.000–6.000 kg Inhalt hat im mittleren Teil 1,5–2 m Durchmesser und 0,8–1 m Höhe.

## Das Bessemer-Verfahren

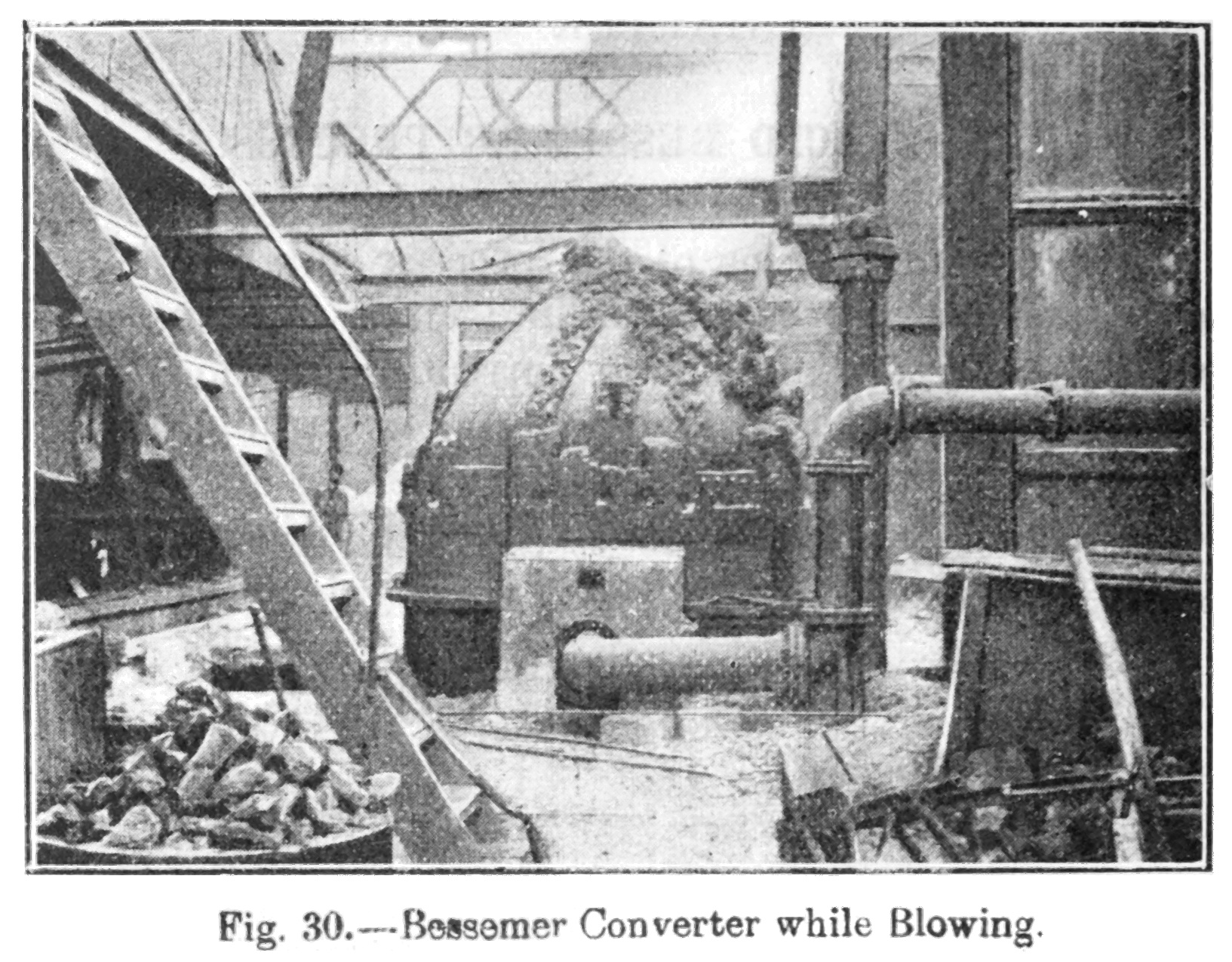
Blasende Bessemerbirne (1917)

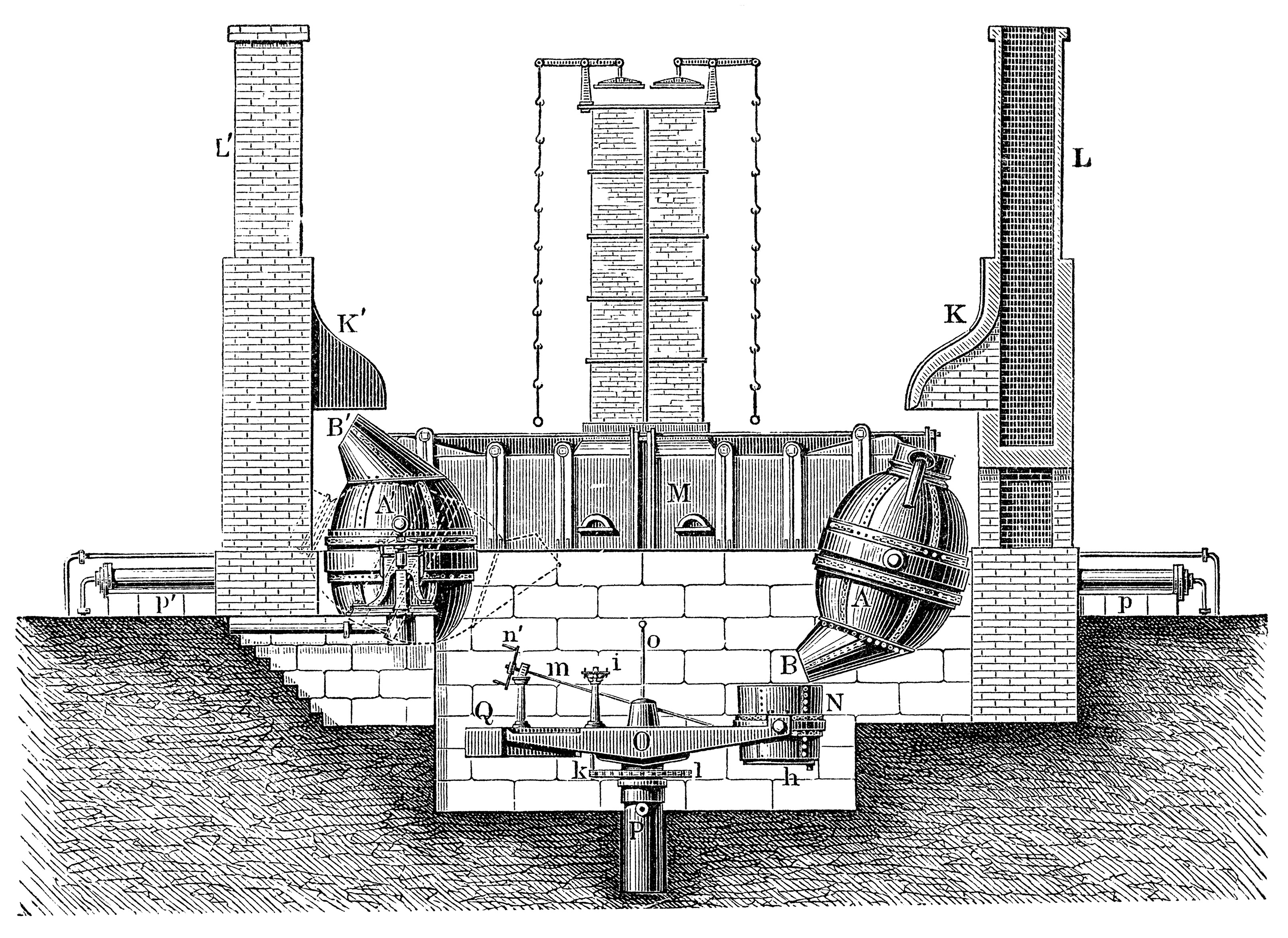
Bessemeranlage

Man lässt das Roheisen direkt aus einem Hochofen oder aus einem Kupolofen in einer Rinne durch den Hals der Birne A’ einfließen – siehe die Abbildung rechts – und kippt diese dann bei gleichzeitiger automatischer Anlassung des Windes auf. Der Hals B’ der Birne A’ befindet sich dann unter einem mit der Esse L’ in Verbindung stehenden Schirm K’.
Nach vollendeter Entkohlung lässt man in einem Kupol- oder Flammofen M eingeschmolzenes Spiegeleisen durch den Hals einlaufen oder setzt glühendes Ferromangan oder Siliziumeisen zu, richtet die Birne nochmals auf, bläst, wenn erforderlich, noch 2–3 Sekunden und lässt dann bei abgestelltem Wind 5–10 Minuten ruhig stehen, damit absorbierte, blasige Güsse erzeugende Gase entweichen können.
Hierauf wird die Birne A geneigt und ihr Inhalt in die Gießpfanne N entleert, die sich am Ende des Balanciers O eines hydraulischen Kolbens P befindet, der gehoben und gesenkt werden kann. Q ist ein Gegengewicht am anderen Ende des Balanciers, das je nach dem Inhalt der Gießpfanne N verschoben wird. Zur Füllung der im Halbkreis um den Kran stehenden eisernen Formen wird ein Stopfen h aus einer Öffnung im Boden der Pfanne gezogen und diese mittels Bewegung des Balanciers im Halbkreis über die Formen geführt, indem der Arbeiter durch eine Einrückvorrichtung bei i das Getriebe k in das Zahnrad l eingreifen lässt.
Das Kippen der Gießpfanne N zwecks ihrer Reinigung geschieht mittels der Stange m durch Drehung bei n’; o Blechwand zum Schutz des die Kurbelscheiben i und n’ drehenden Arbeiters; p p’ Lager für die Presszylinder der hydraulischen Maschine, die zur Bewegung der Kippvorrichtung dient.

## Weitere Methoden der Stahlherstellung
Die Bessemerbirne konnte zur Zeit ihrer Entstehung andere Verfahren wie etwa das Uchatius-Verfahren verdrängen. Heute wird die Bessemerbirne nicht mehr verwendet. Sie ermöglichte jedoch Mitte des 19. Jh. die Stahlmassenproduktion, die Voraussetzung für große Stahlkonstruktionen war. Das Verfahren wurde im basischen Prozess noch im 19. Jahrhundert durch das Thomas-Verfahren optimiert und später durch den reinen Sauerstoff aufblasenden Konverter im LD-Verfahren ersetzt. Daneben gibt es weitere Methoden zur Stahlgewinnung: in Lichtbogenöfen und in Siemens-Martin-Öfen.